# Георги Георгиев (футболист, р. 1970)
Вижте пояснителната страница за други личности с името Георги Георгиев.
Георги Георгиев, познат с прозвището „Карчо“, е български футболист, нападател. Продукт е на школата на Пирин (Благоевград), става Шампион на България през 2000 година с тима на ПФК Левски (София). Играл е още за тимовете на Миньор (Перник), ПФК Славия (София), ПФК Спартак (Плевен), ПФК Калиакра (Калиакра), ФК Локомотив (Мездра) и др.

## Кариера
Роден е в Благоевград, но израства в с. Крупник. Започва да тренира в школата на Пирин, като под ръководството на треньора Христо Христов става и Шампион на България с юношите на клуба.
Освен за родния Пирин, играл е още за тимовете на Миньор (Перник), ПФК Славия (София), ПФК Спартак (Плевен), ПФК Калиакра (Калиакра), Чардафон, ФК Локомотив (Мездра), Септември (Симитли) и др.
През 2001 записва 5 мача за националния отбор на Узбекистан.
Освен в България, Георгиев е играл в гръцкото първенство за отборите на Аполон Смирнис, Пансерайкос и ФК Визас.
Завършва дългата си активна футболна кариера на 39 години, в тима на ПФК Септември (Симитли), в годината която отборът влиза в Б група. Почетен гражданин на община Община Симитли.

## Личен живот
Георгиев е женен. Неговият син Викторио Георгиев (р. 2002 г.), също е футболист. към март 2021 г. е състезател на ФК Сливнишки герой (Сливница).